# Charly (Roine)
Charly és un municipi francès, situat a la metròpoli de Lió i a la regió de Alvèrnia - Roine-Alps. L'any 2007 tenia 4.246 habitants.

## Demografia

### Població
El 2007 la població de fet de Charly era de 4.246 persones. Hi havia 1.487 famílies de les quals 249 eren unipersonals (93 homes vivint sols i 156 dones vivint soles), 493 parelles sense fills, 644 parelles amb fills i 101 famílies monoparentals amb fills.
La població ha evolucionat segons el següent gràfic:
Habitants censats

### Habitatges
El 2007 hi havia 1.602 habitatges, 1.509 eren l'habitatge principal de la família, 20 eren segones residències i 73 estaven desocupats. 1.413 eren cases i 184 eren apartaments. Dels 1.509 habitatges principals, 1.247 estaven ocupats pels seus propietaris, 235 estaven llogats i ocupats pels llogaters i 27 estaven cedits a títol gratuït; 8 tenien una cambra, 44 en tenien dues, 146 en tenien tres, 321 en tenien quatre i 990 en tenien cinc o més. 1.316 habitatges disposaven pel capbaix d'una plaça de pàrquing. A 486 habitatges hi havia un automòbil i a 957 n'hi havia dos o més.

### Piràmide de població
La piràmide de població per edats i sexe el 2009 era:
| Homes | Edats   | Dones |
| ----- | ------- | ----- |
| 0     | 95 o +  | 24    |
| 8     | 90 a 94 | 20    |
| 24    | 85 a 89 | 28    |
| 8     | 80 a 84 | 44    |
| 64    | 75 a 79 | 52    |
| 72    | 70 a 74 | 84    |
| 56    | 65 a 69 | 64    |
| 124   | 60 a 64 | 80    |
| 188   | 55 a 59 | 148   |
| 144   | 50 a 54 | 212   |
| 136   | 45 a 49 | 144   |
| 120   | 40 a 44 | 140   |
| 128   | 35 a 39 | 136   |
| 112   | 30 a 34 | 136   |
| 104   | 25 a 29 | 72    |
| 113   | 20 a 24 | 96    |
| 116   | 15 a 19 | 136   |
| 148   | 10 a 14 | 100   |
| 136   | 5 a 9   | 144   |
| 96    | 0 a 4   | 96    |

## Economia
El 2007 la població en edat de treballar era de 2.633 persones, 1.847 eren actives i 786 eren inactives. De les 1.847 persones actives 1.752 estaven ocupades (926 homes i 826 dones) i 95 estaven aturades (29 homes i 66 dones). De les 786 persones inactives 271 estaven jubilades, 354 estaven estudiant i 161 estaven classificades com a «altres inactius».

### Ingressos
El 2009 a Charly hi havia 1.535 unitats fiscals que integraven 4.347,5 persones, la mediana anual d'ingressos fiscals per persona era de 27.938 €.

### Activitats econòmiques
Dels 190 establiments que hi havia el 2007, 1 era d'una empresa alimentària, 2 d'empreses de fabricació de material elèctric, 8 d'empreses de fabricació d'altres productes industrials, 35 d'empreses de construcció, 32 d'empreses de comerç i reparació d'automòbils, 9 d'empreses de transport, 2 d'empreses d'hostatgeria i restauració, 2 d'empreses d'informació i comunicació, 7 d'empreses financeres, 13 d'empreses immobiliàries, 45 d'empreses de serveis, 22 d'entitats de l'administració pública i 12 d'empreses classificades com a «altres activitats de serveis».
Dels 50 establiments de servei als particulars que hi havia el 2009, 1 era una oficina de correu, 2 oficines bancàries, 5 tallers de reparació d'automòbils i de material agrícola, 3 paletes, 8 guixaires pintors, 6 fusteries, 7 lampisteries, 4 electricistes, 1 empresa de construcció, 5 perruqueries, 5 agències immobiliàries i 3 salons de bellesa.
Dels 6 establiments comercials que hi havia el 2009, 2 eren botiges de menys de 120 m², 1 una fleca, 1 una carnisseria, 1 una llibreria i 1 una floristeria.
L'any 2000 a Charly hi havia 15 explotacions agrícoles.

## Equipaments sanitaris i escolars
L'únic equipament sanitari que hi havia el 2009 era una farmàcia.
El 2009 hi havia 1 escola maternal i 2 escoles elementals.

## Poblacions més properes
El següent diagrama mostra les poblacions més properes.